# Episodi di Frasier (terza stagione)
La terza stagione della sitcom Frasier è stata trasmessa in prima visione negli Stati Uniti d'America da NBC dal 19 settembre 1995 al 21 maggio 1996.
In Italia è andata in onda in prima visione dal 25 novembre 1999 su Italia 1.
| nº | Titolo originale                             | Titolo italiano               | Prima TV USA      | Prima TV Italia  |
| -- | -------------------------------------------- | ----------------------------- | ----------------- | ---------------- |
| 1  | She's the Boss                               | Il nuovo boss                 | 19 settembre 1995 | 26 novembre 1999 |
| 2  | Shrink Rap                                   | Diffidenza patologica         | 26 settembre 1995 | 29 novembre 1999 |
| 3  | Martin Does It His Way                       | Zia Louise                    | 10 ottobre 1995   | 25 novembre 1999 |
| 4  | Leapin' Lizards                              | Ridendo e scherzando          | 31 ottobre 1995   | 1 dicembre 1999  |
| 5  | Kisses Sweeter Than Wine                     | Baci più dolci del vino       | 7 novembre 1995   | 2 dicembre 1999  |
| 6  | Sleeping with the Enemy (1)                  | A letto con il nemico         | 14 novembre 1995  | 3 dicembre 1999  |
| 7  | The Adventures of Bad Boy and Dirty Girl (2) | La carne è debole             | 21 novembre 1995  | 6 dicembre 1999  |
| 8  | The Last Time I Saw Maris                    | L'ultima volta che vidi Maris | 28 novembre 1995  | 7 dicembre 1999  |
| 9  | Frasier Grinch                               | Lamentarsi non serve          | 19 dicembre 1995  | 8 dicembre 1999  |
| 10 | It's Hard to Say Goodbye If You Won't Leave  | Una breve illusione           | 9 gennaio 1996    | 9 dicembre 1999  |
| 11 | The Friend                                   | L'amico                       | 16 gennaio 1996   | 10 dicembre 1999 |
| 12 | Come Lie with Me                             | Indovina chi resta a dormire  | 30 gennaio 1996   | 22 dicembre 1999 |
| 13 | Moon Dance                                   | Un tango infuocato            | 6 febbraio 1996   | 2 gennaio 2001   |
| 14 | The Show Where Diane Comes Back              | Il ritorno di Diane           | 13 febbraio 1996  | 21 dicembre 2000 |
| 15 | A Word to the Wiseguy                        | Una promessa è una promessa   | 20 febbraio 1996  | 3 gennaio 2001   |
| 16 | Look Before You Leap                         | 29 febbraio                   | 27 febbraio 1996  | 5 gennaio 2001   |
| 17 | High Crane Drifter                           | Una reazione esagerata        | 12 marzo 1996     | 4 gennaio 2001   |
| 18 | Chess Pains                                  | Scacco matto                  | 26 marzo 1996     | 8 gennaio 2001   |
| 19 | Crane vs. Crane                              | Crane contro Crane            | 9 aprile 1996     | 9 gennaio 2001   |
| 20 | Police Story                                 | Storie di poliziotti          | 23 aprile 1996    | 30 novembre 1999 |
| 21 | Where There's Smoke, There's Fired           | La fumatrice                  | 30 aprile 1996    | 10 gennaio 2001  |
| 22 | Frasier Loves Roz                            | L'etica professionale         | 7 maggio 1996     | 11 gennaio 2001  |
| 23 | The Focus Group                              | Gruppo d'opinione             | 14 maggio 1996    | 15 gennaio 2001  |
| 24 | You Can Never Go Home Again                  | Ricordi                       | 21 maggio 1996    | 12 gennaio 2001  |